# Кодар
Хребета Кода̀р (на руски: Кодар) е високопланински хребет в Северното Забайкалието, част от Становата планинска земя, в северната част на Забайкалски край и крайната източна част на Иркутска област на Русия.
Простира се в посока от запад-югозапад на изток-североизток, от долината на река Витим (десен приток на Лена) до долината на река Чара (ляв приток на Ольокма) на протежение около 200 km. Затваря от север Горночарската котловина, а на север постепенно се понижава към Патомската планинска земя. На запад долината на Витим го отделя от Северомуйския хребет, на изток долината на Чара – от Ольокмо-Чарското плато. Максимална височина връх БАМ 3072 m (56°51′45″ с. ш. 117°34′37″ и. д. / 56.8625° с. ш. 117.576944° и. д.), най-висаката точка на цялото Забайкалие.
Изграден е от гранито-гнайси и кристалинни шисти. От него водят началото си няколко десни притока на Витим – Талай, Сигикта, Амалик и др. и множество леви притока на Чара – Верхни Сокукан, Апсат, Голяма Тара, Малка Тара, Сен и др. До височина 1500 m по северните и 1700 m по южните склонове се разполагат лиственични и редки брезови гори и храстовидни формации от кедров клек и келява бреза. Нагоре следва високопланинския пояс с алпийски върхове и планинска тундра. Има вечни снегове и ледници с обща площ около 15 km2.
За първи път хребетът е открит и топографски заснет и картиран през 1857 г. от експедиция ръководена от руския топограф Арсений Усолцев.

## Топографски карти
- Лист от карта O-50-В.
- Лист от карта O-50-Г.